# Districtul Lisabona
Districtul Lisabona (portugheză Distrito de Lisboa) este un district în centrul Portugaliei, cu reședința în Lisabona. Are o populație de 2 135 992 locuitori și suprafață de 2 761 km².

## Municipii
- Alenquer
- Amadora
- Arruda dos Vinhos
- Azambuja
- Cadaval
- Cascais
- Lisabona
- Loures
- Lourinhã
- Sobral de Monte Agraço
- Mafra
- Odivelas
- Oeiras
- Sintra
- Torres Vedras
- Vila Franca de Xira